# الحرب الروسية الفارسية (1804-1813)

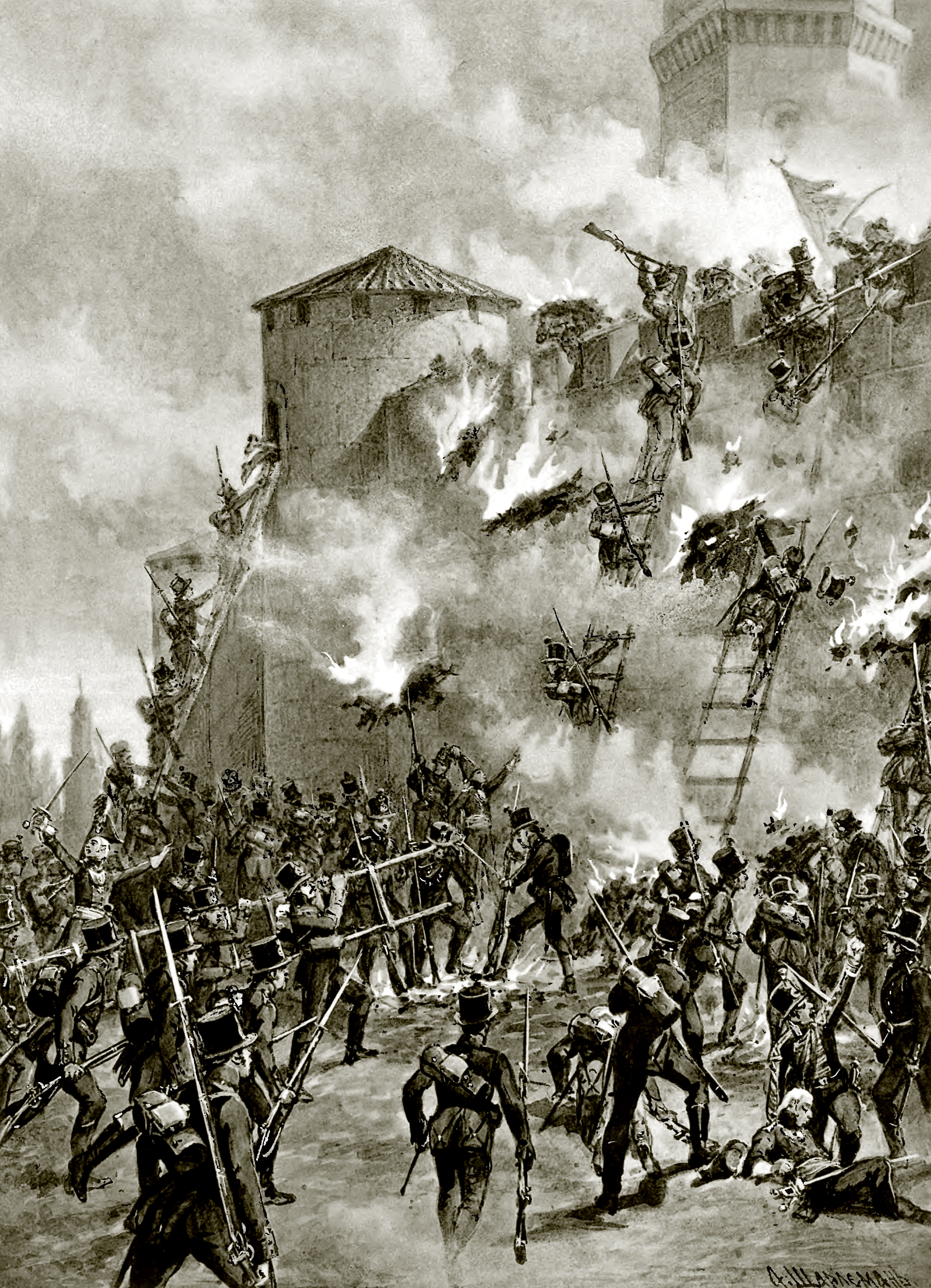
احتلال حصن كنجه من قبل الجيش الامبراطوري الروسي عام 1804 خلال الحرب الروسية الفارسية

كانت الحرب الروسية الفارسية في الفترة 1804-1813 واحدة من الحروب العديدة التي دارت بين الإمبراطورية الفارسية والإمبراطورية الروسية، وبدأت مثل العديد من حروبهم بنزاع إقليمي. أراد الملك الفارسي الجديد، فتح علي شاه قاجار، ضمّ الأطراف الشمالية لمملكته -جورجيا الحديثة- التي ضمّها القيصر بول الأول بعد عدة سنوات من الحرب الروسية الفارسية عام 1796. كان القيصر ألكسندر الأول -مثل نظيره الفارسي- جديدًا أيضًا على العرش ومصممًا بنفس القدر على السيطرة على المناطق المتنازع عليها.
انتهت الحرب في عام 1813 بمعاهدة كلستان التي نصّت على التنازل عن أراضي جورجيا المتنازع عليها سابقًا للإمبراطورية الروسية، بالإضافة إلى أراضي داغستان الإيرانية -معظمها يقع حاليًا في أذربيجان- وأجزاء صغيرة من أرمينيا.

## جذورها
تعود جذور الحرب الروسية الفارسية الأولى على نطاقها الكامل إلى قرار القيصر بول بضم جورجيا (ديسمبر 1800) بعد أن ناشد إريكلي الثاني -الذي عيّنه الحاكم نادر شاه حاكمًا على كارتلي قبل عدة سنوات- روسيا المسيحية في معاهدة غيورغييفسك عام 1783 لدمجها في الإمبراطورية. بعد اغتيال بول (11 مارس 1801)، واصل خلفه القيصر ألكسندر السياسة الناشطة الهادفة إلى بسط السيطرة الروسية على خانات شرق القوقاز. في عام 1803، شنّ قائد القوات الروسية المعين حديثًا في القوقاز، بول تسيتسيانوف، هجومًا على غانجا واستولى على قلعتها في 15 يناير 1804. قُتل حاكم غانجا، جواد خان قاجار، وذُبح عدد كبير من السكان. لم ينظر الحاكم القاجاري، فتح علي شاه، إلى التهديد الروسي لأرمينيا وقاراباغ وأذربيجان، على أنه مجرد مصدر لعدم الاستقرار على حدوده الشمالية الغربية وإنما باعتباره أيضًا تحديًّا مباشرًا لسلطة قاجار.

## قوتان غير متكافئتين
لم يتمكن الروس من إرسال جزء كبير من قواتهم إلى منطقة القوقاز، إذ ركّز ألكسندر كل انتباهه باستمرار على الحروب المتزامنة مع فرنسا والدولة العثمانية والسويد وبريطانيا العظمى. لذلك، اضطر الروس إلى الاعتماد على التكنولوجيا والتدريب والاستراتيجية المتفوقة في مواجهة التفاوت الهائل في الأعداد. أشارت بعض التقديرات إلى التفوق العددي الفارسي بخمسة مقابل واحد. حاول عباس ميرزا -وريث فتح علي شاه- تحديث الجيش الفارسي، وطلب المساعدة من الخبراء الفرنسيين من خلال التحالف الفرنسي الفارسي، ثم من الخبراء البريطانيين، من أجل معالجة التفاوت التكتيكي بين القوتين.

## اندلاع الحرب
بدأت الحرب عندما هاجم القائدان الروسيان إيفان غودوفيتش وبول تسيتسيانوف المستوطنة الفارسية إتشميادزين، المدينة الأكثر قداسة في أرمينيا. بعد الفشل في حصار إتشميادزين بسبب نقص في القوات، انسحب غودوفيتش إلى يريفان، حيث باء حصاره بالفشل مرة أخرى. على الرغم من شنّ هذه الغارات غير المجدية، احتفظ الروس بميزة الغالبية العظمى في الحرب، بسبب القوات والإستراتيجية المتفوقة. ومع ذلك، فإن عجز روسيا عن تخصيص أكثر من 10 آلاف جندي للحملة، أتاح للفرس تصعيد جهود المقاومة إلى حد كبير. كانت القوات الفارسية من رتبة متدنية، ومعظمهم من الفرسان غير النظاميين.

## الحرب المقدسة والهزيمة الفارسية
كثّف الفرس جهودهم في وقت متأخر من الحرب، وأعلنوا الجهاد، أو الحرب المقدسة، على الإمبراطورية الروسية في عام 1810. ضمنت التكنولوجيا والتكتيكات المتفوقة التي حظيت بها روسيا سلسلة من الانتصارات الإستراتيجية. على الرغم من التحالف الفارسي مع نابليون، الذي كان حليفًا لحاكم بلاد فارس عباس ميرزا، لم تقدّم فرنسا سوى مساعدة ملموسة ومباشرة بسيطة. حتى عندما احتلّ الفرنسيون مدينة موسكو، لم تُستدعَ القوات الروسية في الجنوب بل واصلت هجومها على بلاد فارس، وبلغت ذروتها بانتصارات بيوتر كوتلياريفسكي في أصلاندوز ولنكران، بعد الانتكاسة في معركة سلطان آباد في عام 1812 و 1813 على التوالي. عند الاستسلام الفارسي، نصّت شروط معاهدة كلستان على التنازل عن الغالبية العظمى من المناطق المتنازع عليها سابقًا إلى الإمبراطورية الروسية. أدى ذلك إلى إبادة سلالة خان التي كانت يومًا ما تتمتع بالقوة وإجبارها على تقديم الولاء لروسيا.

## الحرب

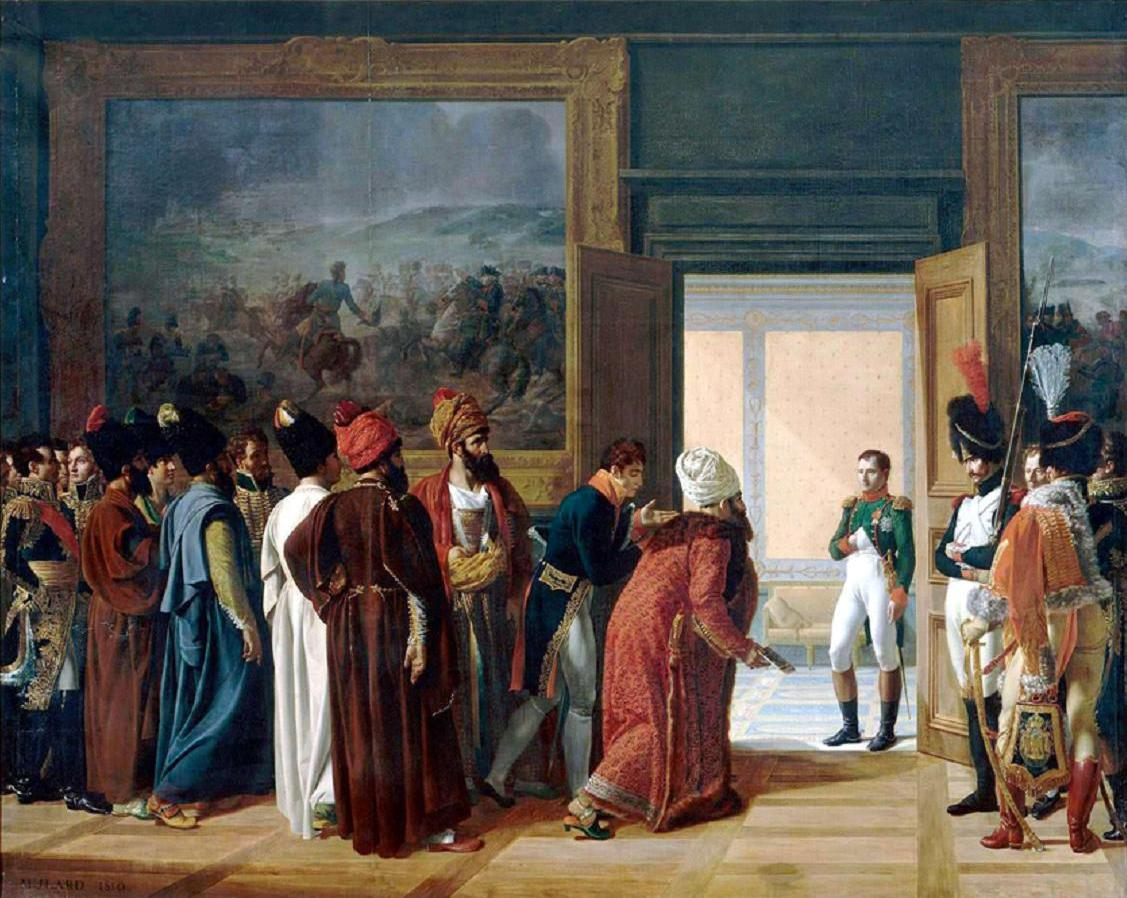
نابليون الأول يستقبل المبعوث الفارسي ميرزا محمد رضا قزفين في قلعة فينكنشتاين في 27 أبريل 1807

خلال هذه الفترة كانت روسيا تتعامل بشكل رئيسي مع الخانات المحلية التي كانت خاضعة لبلاد فارس. بعد الاستيلاء الدموي على غانجا، كان بالإمكان ترهيب سلالة خان كالعادة دون اللجوء إلى القتال. تدخّل الجيش الفارسي الرئيسي مرتين، أحد التدخّلَين كان ناجحًا والآخر فاشلًا. تضمّنت الأحداث الرئيسية: 1804: الاستيلاء على غانجا والفشل في السيطرة على يريفان؛ 1805: التقدّم شرقًا إلى بحر قزوين تقريبًا؛ 1806: مقتل تسيتسيانوف، والاستيلاء على ساحل بحر قزوين وبدء الحرب الروسية التركية.
في أواخر عام 1803، طالب بافل تسيتسيانوف بخضوع خانات غانجا -جنوب شرق جورجيا- التي قدمت جورجيا بشأنها بعض المطالب الاسمية. لم يعد تسيتسيانوف بعد الآن يوحِّد جورجيا أو يحرّر المسيحيين، وإنما يهاجم الأراضي التي كانت مسلمة وفارسية بوضوح. في 3 يناير 1804 سيطر على غانجا بالقليل من المذابح. وصل جيش عباس ميرزا بعد فوات الأوان ثم انسحب جنوبًا. في يونيو، زحف تسيتسيانوف و 3 آلاف رجل جنوبًا نحو إتشميادزين في خانات يريفان. لكن عباس ميرزا و 18 ألفًا من الفرس تمكنوا من صدّهم. انتقل بعد ذلك الروس شرقًا وحاصروا يريفان (من يوليو إلى سبتمبر). سيطرت سلالة خان على القلعة، بينما سيطر الروس على المدينة، أما الفرس فسيطروا على المناطق الريفية المحيطة. استشرى المرض بين صفوف الروس وأصابهم الضعف لاعتمادهم على نصف حصة من المؤن، فانسحبوا إلى جورجيا، وخسروا المزيد من الرجال على طول الطريق.
في أوائل عام 1805 سيطروا على سلطنة شوراجل. كانت هذه منطقة صغيرة عند ملتقى جورجيا وخانات يريفان وتركيا وشملت مدينة غيومري المهمة عسكريًا. في 14 مايو، خضعت خانية قراباغ، وفي 21 مايو خضعت خانات شاكي. ردًا على خسارة قراباغ، احتل عباس ميرزا قلعة أسكيران عند مدخل الوادي الذي يقود من السهل الجنوبي الغربي إلى شوشا، عاصمة قراباغ. وردّ الروس بإرسال كورياجين للاستيلاء على حصن شاخ-بولاخ الفارسي. تقدّم عباس ميرزا شمالًا وحاصر المكان. عندما سمع الروس بنبأ اقتراب جيش آخر بقيادة فتح علي، تسلّل كورياجين ليلًا وتوجّه إلى شوشا. واجهته القوات الفارسية عند وادي أسكيران لكنه لم يُهزم. خفّف إرسال المزيد من القوات الروسية الحصار على كورياجين وشوشا. عند رؤية أن القوات الروسية الرئيسية تقدّمت نحو الجنوب الشرقي، تحرّك عباس ميرزا شمالًا وحاصر غانجا. في 27 يوليو، هزم 600 من المشاة الروس معسكره في شامكير.
في سبتمبر، فشل هجوم بحري على باكو. في نوفمبر، زحف تسيتسيانوف شرقًا نحو باكو، في طريقه لقبول تسليم خانات شيروان (27 ديسمبر). في 8 فبراير 1806، قُتل أثناء قبوله استسلام باكو. استُعيد الشرف الروسي بقيادة غلازيناب الذي زحف من شمال الجبال وسيطر على ديربينت وقوبا وباكو. حلّ غودوفيتش محل تسيتسيانوف في منصب ملازم. في ديسمبر، أعلنت تركيا الحرب على روسيا.
تحرّكت القوات غربًا لمواجهة الأتراك، وتم التوصل إلى هدنة وتُرك نيبولشين لحراسة الحدود. استُؤنف القتال في عام 1808 عندما استولت روسيا على إتشميادزين. هُزم عباس ميرزا جنوب بحيرة شيروان وتم احتلال ناخيتشيفان، أو جزء منه. في سبتمبر 1808 هاجم غودوفيتش يريفان. فشل الهجوم، وأصبح الانسحاب ضروريًا، وتجمّد ألف رجل حتى الموت عند التراجع، كان معظمهم من المرضى والجرحى. لم يكن الهروب ممكنًا إلا عندما هزم نيبولشين وليسانيفيتش «حشدًا كبيرًا» من الفرس. استقال غودوفيتش وحل محله ألكسندر تورماسوف. في عام 1809 طُرد فتح علي من غيومري، وعباس ميرزا من غانجا. في عام 1810 حاول عباس ميرزا غزو قراباغ لكنه هُزم في ميغري على نهر آراس.
في أوائل عام 1812 غزت فارس قراباغ. واحتلوا شاخبولاخ التي استعادها الروس. هاجموا كتيبة روسية عند «سلطان بودا» باستخدام مشاة على الطراز الأوروبي وبعض الضباط البريطانيين. بعد يوم من القتال، استسلم الروس. ردت روسيا على هذه الهزيمة غير العادية بنقل بيوتر كوتلياريفسكي -بطل آخالكالاكي- من الجبهة التركية إلى الجبهة الفارسية.
في صيف عام 1812، تمامًا حين كان نابليون يستعد للغزو، صنعت روسيا السلام مع تركيا ووجّهت قواتها القوقازية إلى بلاد فارس. في 19 أكتوبر، تجاهل كوتلياريفسكي أوامر ريتشيف الحذرة، وعبر نهر آراس، ودحر الفرس في معركة أصلاندوز، ثم عبر سهل موغان المغطى بالثلج وبعد حصار دام خمسة أيام اقتحم حصن لنكران المشيّد حديثًا. فقد الروس ألف رجل، ما يعادل ثلثي قوتهم. من بين حامية مؤلفة من أربعة آلاف رجل، كان كل ناجٍ مصابًا بطعنة حربة. عُثر على كوتلياريفسكي غارقًا بجراحه بين كومة من الجثث. نُقل نصف ميت إلى تبليسي وبقي على قيد الحياة لمدة 39 عامًا آخر، ولكنه لم يعد مؤهلًا للخدمة. أكمل الانتصار في «كارابيزوك» على هزيمة الفرس (3 أبريل 1813). وصلت أخبار هزيمة نابليون إلى فارس في ربيع عام 1813. كانت مفاوضات السلام تجري مسبقًا على قدم وساق ووُضعت هدنة في أكتوبر. بموجب معاهدة كلستان، اعترفت بلاد فارس بملكية روسيا لجميع الخانات التي سيطرت عليها وتخلت عن كل مطامعها في داغستان وجورجيا. تقرّر اتخاذ قرار في وقت لاحق بشأن الحدود في الجزء الشمالي من طالش. احتفظت بلاد فارس بميغري في جنوب غرب قراباغ، التي تخلى عنها الروس باعتبارها غير صحية ولا يمكن الوصول إليها من بقية قراباغ.
بعد ثلاثة عشر عامًا، في الحرب الروسية الفارسية (1826-1828)، حاولت بلاد فارس استعادة أراضيها. لكنها هُزِمت وخسرت خانات يريفان وناخيتشيفان، تقريبًا أرمينيا الحديثة.

## اقرأ أيضاً
- الحرب الفارسية الروسية

## المصدر
- N. Dubrovin. История войны и владычества русских на Кавказе, volumes 4–6. SPb, 1886–88.